# تولار سلوفيني
التولار (بالإنجليزية: Tolar)‏ هو عملة سلوفينيا من 8 أكتوبر 1991 حتى دخول اليورو في 7 يناير 2007، وقُسمت العملة إلى 100 سنت. رمز أيزو 4217 للتولار السلوفينيي هو SIT، منذُ أكتوبر 1991 حتى يونيو 1992 كان المُختصر SLT مُستعملًا.

## التاريخ
يشتق اسم تولار من ثالر، وهو مشابه للدولار. تم تقديم التولار لأول مرة في 8 أكتوبر 1991. وقد حل محل نسخة 1990 (القابلة للتحويل) من الدينار اليوغوسلافي بالتعادل. في 28 يونيو 2004، تم ربط التولار باليورو في آلية سعر الصرف الثانية للاتحاد الأوروبي. وحاليًا يمكن استبدال جميع الأوراق النقدية المستردة في البنك المركزي بالإصدار الحالي.